# Against Da Grain
Against Da Grain è il primo album in studio del gruppo musicale statunitense YoungBloodZ, pubblicato il 12 ottobre 1999 dalla LaFace Records e dalla Arista Records.

## Descrizione
Il disco è un lavoro ispirato agli stati americani del sud, e al genere crunk di quegli anni.
L'album non ha avuto molto successo, anche se venne pubblicato da un'etichetta indipendente, LaFace Ricords, che in questo modo ha potuto promuovere alcuni singoli, ma ancora a livelli Underground. Il successo dell'album si è concretizzato solo in Georgia. Il produttore esecutivo del disco, che ha aiutato a formare il duo, ha collaborato anche nel lavoro di supervisione. Against Da Grain è stata, nel suo genere, una pietra miliare, sia per gli stessi YoungBloodZ, che per tutti gli artisti e i gruppi che hanno partecipato alla sua realizzazione. Fra di loro possiamo annoverare: Bone Crusher, Backbone, Lil Wayne, Jim Crow e Big Boi, membro degli Outkast; questi ultimi due hanno partecipato alla stesura del brano, 85 South e compaiono anche nel video; Bone Crusher e Backbone invece rappano nel brano, Hot Heat. Nell'album partecipa anche il giovane Lil Wayne che rappa nel remix di U-Way come ultima traccia bonus del disco. Per quest'ultimo gli YoungBloodZ sono stati tra i primi a collaborare con Lil Wayne all'infuori della sua etichetta d'appartenenza.
I produttori di questo album, anch'essi musicisti, hanno fornito un notevole contributo artistico e musicale per migliorarlo, interagendo con tutte le band e i musicisti coinvolti, a partire dagli YoungBloodZ. I produttori e compositori sono Mark Twayne, produttore artistico del brano Shakem' Off, e la squadra di soci manager dell'Attic Crew, P.A. Ma il lavoro maggiore nella produzione delle basi musicali è stato fatto da J-Bo, che, essendo il DJ del gruppo, ha realizzato la maggior parte delle tracce strumentali del disco.

## Tracce
1. Youngbloodz Intro / GP's Interlude – 2:54
2. Shakem' Off – 3:42
3. Pop, Pop, Pop / Cuttin' Tonight Interlude – 5:58
4. 85 / Billy Dee Interlude (feat. Big Boi) – 4:29
5. U-Way (How We Do It) – 4:34
6. Hot Heat (feat. Backbone & Bone Crusher) – 4:07
7. 6 to 14 in 12 – 4:13
8. Down Heya (In the South) – 4:29
9. Thangs Movin' Slow – 4:12
10. It's the Money / Fake ID Interlude – 4:57
11. Booty Club Playa – 3:38
12. 87 Fleetwood – 4:10
13. Get It How We Get It / Splack-Interlude – 4:49
14. Just a Dream – 2:25
15. U-Way (How We Do It) (feat. Lil' Wayne) (Remix) – 4:42

## Classifiche
| Classifica (2000) | Posizione massima |
| ----------------- | ----------------- |
| Stati Uniti       | 92                |